# Ёдок
Ёдок (кор. 요덕?, 耀德?, встречаются варианты написания Йодок и Йодук) — учреждение пенитенциарной системы (лагерь) КНДР. По свидетельству беженцев из КНДР, официальное название лагеря — Центр управления № 15 (кор. 15호 요덕관리소?, 15號 耀德管理所?). По сообщениям независимых от правительства КНДР источников, в лагере содержатся политические заключённые. Открыт в 1959 году. Расположен в уезде Йодок провинции Хамгён-Намдо, занимает также часть уезда Тэхын провинции Пхёнан-Намдо. Координаты лагеря — 39°40′27″ с. ш. 126°51′05″ в. д..
Согласно официальной северокорейской позиции, в КНДР отсутствуют лагеря для политических заключённых, а сообщения об их существовании, равно как и о нарушениях прав человека в Северной Корее, являются фабрикацией, подготовленной «южнокорейскими марионетками» и «правыми японскими реакционерами».
По оценкам неправительственной организации «Комитет США по правам человека в Северной Корее», в лагере содержится около 45 000 заключённых. Ёдок является закрытым объектом, поэтому первоисточниками информации о нём являются свидетельства бывших заключённых лагеря, съёмка скрытой камерой, показанная каналом FujiTV, и многочисленные спутниковые снимки. Согласно данным южнокорейской прессы, по состоянию на январь 2010 года в Южной Корее проживали 254 бывших заключённых Ёдока, однако не все они, по разным причинам, сообщают подробности о своей жизни в лагере.
Российский востоковед Андрей Ланьков полагает, что из всех северокорейских лагерей Ёдок — «самый либеральный по режиму, нечто среднее между лагерем в классическом смысле и охраняемым районом для „спецпереселенцев“».
7 ноября 2014 года южнокорейское интернет-издание Daily NK сообщило, что, по сообщениям информантов агентства из Северной Кореи, Ёдок был расформирован осенью 2014 года, а заключённые — этапированы в лагеря № 14 (Кэчхон) и № 16 (Хвасон).

## Информанты
В силу особенностей объекта сведения о Ёдоке поступают нерегулярно. Ниже приведён список заключённых-информантов; все сведения, приводимые ими, относятся к сроку пребывания информантов в лагере.
| Имя           | Оригинал | В Ёдоке        | Зона в Ёдоке              |
| ------------- | -------- | -------------- | ------------------------- |
| Ким Ёнсун     | 김영순   | с 1970 по 1979 | Зона революционизации     |
| Кан Чхольхван | 강철환   | с 1977 по 1987 | Зона революционизации     |
| Ан Хёк        | 안혁     | с 1986 по 1989 | Зона революционизации     |
| Ким Тхэджин   | 김태진   | с 1988 по 1992 | Зона революционизации     |
| Ли Ёнгук      | 이영국   | с 1995 по 1999 | Зона абсолютного контроля |
| Ким Ынчхоль   | 김은철   | с 2000 по 2003 | Зона революционизации     |
| Чон Кваниль   | 정광일   | с 2000 по 2003 | Зона революционизации     |

## История лагеря
В 1957 году, после того как Ким Ир Сен окончательно победил всех своих внутриполитических соперников, Постоянный комитет Центрального комитета Трудовой партии Кореи принял решение «О превращении борьбы с контрреволюционными элементами во всенародное, всепартийное движение», заложившее основу северокорейской системы концлагерей.
В 1958 году в уезде Йодок было создано поселение для ссыльных. Через год на его месте был основан концлагерь Ёдок, на момент основания состоявший из пяти лагпунктов: Пхёнджонни (кор. 평전리), Куымни (кор. 구읍리), Тэсунни (кор. 대숙리), Тэсонни (кор. 대석리) и Йонпхённи (кор. 룡평리). В середине 1960-х годов жителям уезда Йодок было приказано покинуть уезд.

## География лагеря
Ёдок расположен в долине посреди горного массива. К северу от лагеря находятся горные пики Пэксан (кор. 백산, 1724 м) и Модосан (모도산, 1883 м), к западу — пики Токсан (덕산, 1517 м) и Пёнпхусан (병풍산, 1548 м), к востоку — Чхебоннён (채봉령, 1250 м) и Мэдынсан (매등산, 1152 м). Через лагерь протекают реки Ёнхынган (룡흥강) и Ипсокчхон (립석천).
Единственный вход в лагерь расположен в его юго-западной части, за перевалом Вольваннён (кор. 월왕령). У последнего, как сообщает Кан Чхольхван, есть прозвище «перевал слёз» (кор. 눈물의 고개). Через перевал проходит дорога, построенная ещё в колониальный период, через которую осуществляется связь между лагерем и остальным миром.

## Описание лагеря

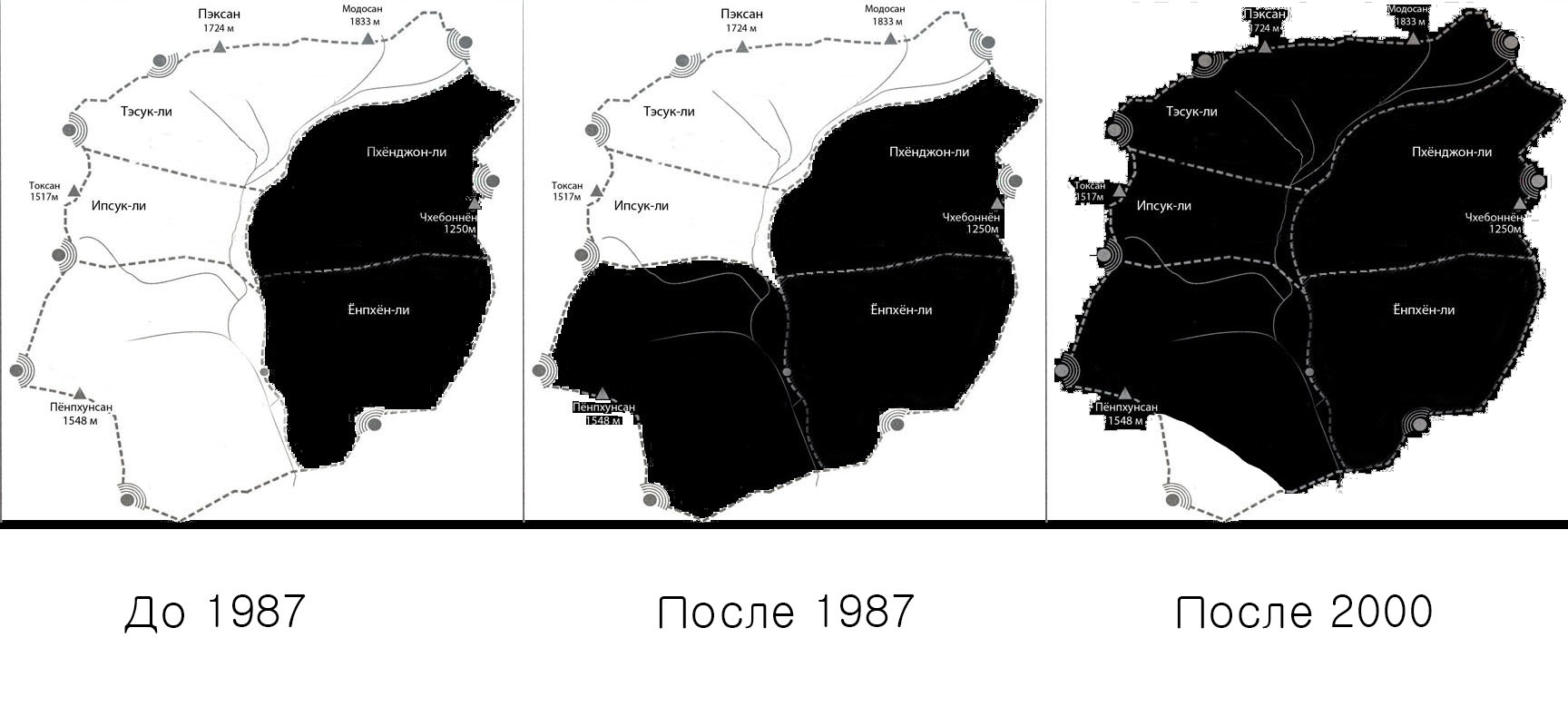
Административное деление Ёдока. Территория «зоны абсолютного контроля» выделена чёрным

Бывший заключённый Ёдока Кан Чхольхван в своих мемуарах сообщает, что Ёдок подразделяется на «зону абсолютного контроля» (кор. 완전통제 구역, ванджон тхонджэ куёк) для осуждённых на пожизненный срок и «зону революционизации» (кор. 혁명화 구역, хёнмёнхва куёк), из которой иногда освобождаются заключённые. Зона революционизации, в свою очередь, подразделяется на лагерные пункты (кор. 리, дословно — деревня) Ипсок (кор. 립석리), Куып (кор. 구읍리) для семей репатриантов из Японии и Тэсук (кор. 대숙리) для одиноких заключённых. Другие подразделения — это относящиеся к «зоне абсолютного контроля» лагпункты Пхёнджон (кор. 평전리), Ёнпхён (кор. 룡평리), лагпункт Коып, где приводятся в исполнение смертные приговоры, и другие лагпункты для заключённых, отбывающих пожизненные сроки.
Заключённые зоны революционизации считаются «исправимыми», зоны абсолютного контроля — «неисправимыми».
Согласно свидетельству Ким Ынчхоля, в 2000 году в лагере была произведена административная реформа, в результате которой большая часть территории лагеря стала «зоной абсолютного контроля».
Во всех остальных северокорейских лагерях «зоны революционизации» отсутствуют.
По свидетельству другого бывшего заключённого лагеря Ли Ёнгука, отбывавшего заключение в лагпункте Тэсук, в Тэсуке живёт около 1000 человек. Лагпункт разделён на 6 отделений; каждое из них обнесено четырёхметровым проволочным ограждением, через которое пропущено электричество. В каждом отделении живут около 170 заключённых.

## Управление лагерем
По данным южнокорейской правозащитной организации «Группа за демократизацию Северной Кореи» (кор. 북한민주화네트워크), Ёдок подчинён Седьмому управлению Министерства охраны безопасности государства КНДР.

### Охранники лагеря
Кан Чхольхван сообщает о следующих требованиях к охранникам лагеря:
1. Иметь «хорошее» происхождение, то есть иметь среди предков только рабочих или крестьян.
2. Не иметь родственников, осуждённых по политическим статьям.
3. Быть физически сильным — для того, чтобы иметь возможность нести вахту на сторожевых вышках, и для того, чтобы в случае попытки побега заключённых воспрепятствовать ей.
4. Быть искренним последователем идей чучхе[26].

## Заключённые в Ёдоке
Ёдок — один из лагерей для политических заключённых. В нём отбывают срок как лица, совершившие мелкое политическое преступление, так и члены семей более серьёзных политических преступников (как правило, самого преступника либо расстреливают, либо направляют в зону абсолютного контроля, в то время как члены его семьи живут в зоне революционизации).
В КНДР политических заключённых обычно ссылают в лагерь без суда и следствия — человека просто арестовывают и отправляют в лагерь. Например, Кан Чхольхван так описывает свой арест: однажды к ним в дом (Кану было 9 лет на момент ареста) пришли сотрудники службы безопасности и начали обыск. После того, как мать Кана выразила своё возмущение, один из сотрудников приказал ей молчать и громко зачитал бумагу, в которой было сказано, что дед Кан Чхольхвана совершил государственную измену и поэтому его семья должна быть сослана в Ёдок.

### Наиболее известные заключённые
Ниже представлен список известных заключённых Ёдока с краткой биографией каждого.

#### Кан Чхольхван

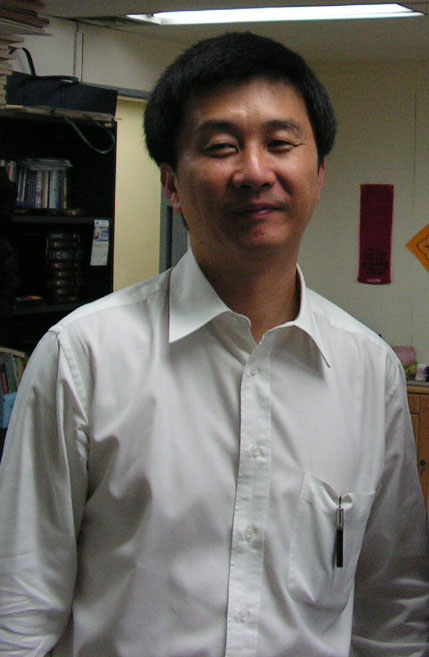
Кан Чхольхван

Кан Чхольхван (кор. 강철환?, 姜哲煥?) был заключённым в Ёдоке с 1977 по 1987 годы.
В период японского колониального правления его бабушка и дедушка жили в Киото, где дедушка владел сетью казино, а бабушка была активисткой Коммунистической партии Японии. После поражения Японской империи во Второй мировой войне Корея получила от неё независимость, и под влиянием бабушки семья переехала в КНДР.
Через несколько лет дедушку внезапно арестовали, а всю его семью, за исключением матери Кан Чхольхвана, послали в Ёдок, соблюдая принцип коллективной ответственности. Кану на момент ареста было 9 лет. Мать Кан Чхольхвана осталась на свободе в соответствии с тем же принципом — её отец был Героем КНДР. После освобождения из лагеря Кан Чхольхван некоторое время жил в городах Пхёнсоне и Хамхыне. Тогда же он начал слушать южнокорейское радио. От своего знакомого сотрудника службы безопасности Кан узнал, что один из его друзей донёс на него, и решил бежать из страны. В 1992 году он вместе со своим другом Ан Хёком перешёл реку Ялуцзян (границу КНДР и Китая) и некоторое время жил в Китае на положении нелегала. Посольство Южной Кореи в Пекине не выразило желания помочь Кану, поэтому он добрался до Южной Кореи без их помощи на судне контрабандистов, с которыми познакомился в Китае, и с тех пор живёт в Южной Корее.

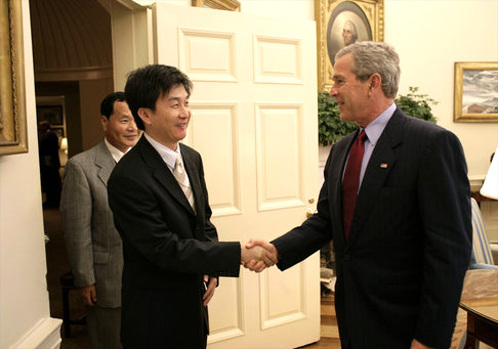
Кан Чхольхван на встрече с Джорджем Бушем-младшим

Кан Чхольхван — автор автобиографической книги «Песня о концлагере» (кор. 수용소의 노래). Вместе с французским правозащитником Пьером Ригуло Кан написал книгу «Пхеньянские аквариумы» (фр. Les Aquariums de Pyongyang) — версию «Песни», рассчитанную на иностранцев. «Пхеньянские аквариумы» переведены на несколько языков мира.
В 2005 году Кан Чхольхван был приглашён на встречу с президентом США Джорджем Бушем-младшим; последний высоко отозвался о его мемуарах. По состоянию на 2010 год Кан работает журналистом в газете «Чосон ильбо».

#### Пак Сынджин
Пак Сынджин (кор. 박승진?, 朴勝振?) — бывший футболист. Он играл в составе сборной КНДР на чемпионате мира в Англии в 1966 году. Тогда северокорейцы смогли победить со счётом 1:0 итальянцев, на тот момент — одну из сильнейших команд мира. После победы северокорейские футболисты устроили дружескую попойку. Однако следующий матч с Португалией сборная КНДР проиграла — 3:5, несмотря на то что по ходу матча вела в счёте — 3:0. За это поражение всех футболистов, кроме одного, не участвовавшего в попойке, сослали в лагерь, среди них был и Пак Сынджин. К тому моменту, когда Кан Чхольхван прибыл в лагерь, Пак был там уже 12 лет. Через 10 лет, когда Кана освободили, Пак всё ещё оставался в лагере.
Однажды его застали за кражей гвоздей и цемента. Пак стал отрицать свою причастность к преступлению и сильно ударил охранника. Его приговорили к трём месяцам карцера. То, что Пак Сынджин сумел выжить, Кан Чхольхван считает исключительным случаем.

#### Ан Хёк
Ан Хёк (кор. 안혁?, 安革?) нелегально пересёк северокорейско-китайскую границу в 1986 году. При возвращении был арестован. Провёл в Ёдоке три года. В 1992 году бежал из КНДР вместе с Кан Чхольхваном.

#### Ким Тхэджин
Ким Тхэджин (кор. 김태진?, 金泰鎭?) был послан в Ёдок за то, что у него нашли Библию, что, как сказали ему, в Северной Корее приравнивается к измене Родине. Ким провёл в лагере четыре года. Бежал из КНДР в 1992 году.

#### Ким Ёнсун
Ким Ёнсун (кор. 김영순?, 金英淳?), урождённая Ким Ёнджа (кор. 김영자?, 金英子?) была заключённой Ёдока с 1970 по 1979 годы. Её арестовали 1 августа 1970 года на пхеньянском вокзале — Ким собиралась ехать в командировку в Синыйджу, — после чего сослали в Ёдок вместе с семьёй. Предположительно причиной её ареста был побег её мужа Ли Тонмёна в Китай. В лагере её дети и родители умерли. Ким Ёнсун бежала из КНДР в 2002 году.

#### Ли Ёнгук
Ли Ёнгук (кор. 이영국?, 李榮國?) родился в уезде Мусан провинции Хамгён-Пукто. После окончания средней школы он служил в Корейской народной армии и был охранником Ким Чен Ира. Постепенно Ли разочаровался в общественно-политической системе Северной Кореи и в 1989 году решил бежать из КНДР в Китай. После побега 28 ноября того же года Ли Ёнгук встретил человека по имени Ким Ёнхо, который назвался сотрудником южнокорейского посольства в КНР. Ли поверил ему и рассказал несколько эпизодов из личной жизни Ким Чен Ира. 3 декабря Ким заехал за ним, но отвёз его в посольство КНДР — на самом деле он был сотрудником северокорейских спецслужб. Ли Ёнгука вывезли в Пхеньян, арестовали, подвергли жестоким пыткам и приговорили к смерти. Однако приговор не был приведён в исполнение: Ли сослали в Ёдок в зону абсолютного контроля, где он находился с 25 апреля 1995 года по 5 января 1999 года. После освобождения Ли бежал из Северной Кореи. Ли Ёнгук — автор книги «Я был телохранителем Ким Чен Ира» (кор. 나는 김정일 경호원이었다).

#### Ким Ынчхоль
Ким Ынчхоль (кор. 김은철?, 金殷哲?) бежал из КНДР в Китай в апреле 1999 года, спасаясь от голода. В ноябре того же года Ким с группой других беженцев нелегально пересекли российско-китайскую границу, после чего были арестованы и выданы КНР, которая, в свою очередь, депортировала беженцев в Северную Корею. На момент ареста Ким Ынчхолю было 20 лет. В лагере Ким провёл три года, после чего снова бежал из страны. Ким Ынчхоль прибыл в Южную Корею в марте 2003 года.

## Структура лагеря

### Зона революционизации

#### Политика в отношении семьи
В Ёдоке проводится двойственная политика в отношении семей. В «зоне революционизации» заключённые живут с семьями (что, впрочем, не распространяется на лагеря «для неисправимых»). Так, семья Кан Чхольхвана — бабушка, сестра, дядя, отец и он сам — имели возможность жить вместе. У них было две комнаты в бараке; кроме того, они пользовались теми вещами, которые им разрешили взять из Пхеньяна.
Однако эту политику нельзя назвать направленной на сохранение семьи, так как государство жёстко пресекает все отношения между осуждёнными и членами их семей, оставшимися на воле. Так, мать Кан Чхольхвана принудили развестись с отцом, угрожая ей ссылкой в лагерь (которой в случае её отказа должны были подвергнуться и её родственники). Любая переписка между осуждёнными и их родственниками на воле запрещена.
Кроме того, в Ёдоке запрещены сексуальные отношения вне семьи. Если такое всё же случается, мужчине полагается заключение в карцере, а женщину принуждают в подробностях описывать сексуальный опыт в присутствии всех заключённых, после чего, в случае если она забеременела, её заставляют сделать аборт. Однако Кан Чхольхван отмечает, что иногда женщинам удавалось избежать аборта. Так, одной из них удалось скрыть беременность, а после рождения ребёнка она отказалась отдать его охранникам. В присутствии других заключённых она сказала, что охранники не имеют права убить ребёнка, который не совершил никакого преступления, что это противоречит Конституции КНДР и что, если бы об этом узнал Ким Ир Сен, он был бы очень огорчён. В результате ей разрешили оставить ребёнка.
На практике лагерная администрация пресекает не только секс, но и проявления любви. Кан Чхольхван сообщает историю любви между охранником и заключённой — племянницей той женщины, которая смогла спасти своего ребёнка: после того, как лагерные власти выяснили, что заключённая беременна от охранника, последнего посадили в карцер. Охранник смог выжить только благодаря тому, что его девушка тайно проносила в камеру крыс и лягушек. На момент освобождения бывший охранник весил меньше 40 килограммов. Как сообщает Кан, в 1989 году пару выпустили из лагеря и они поженились.
Благодаря другому беженцу из КНДР — Чон Сонсану — эта история стала известной в западном мире. Чон Сонсан бежал из КНДР в 1995 году. В 2002 году он узнал, что его отец был публично забит камнями до смерти. Ища способ выразить свои чувства, Чон создал мюзикл «Ёдокская история» (англ. Yoduk Story). Ему угрожали смертью; кроме того, на него оказывало давление правительство[какое?]. Когда Чон оказался без средств для постановки, он заложил свою почку за 20 тысяч долларов и поставил мюзикл, который шёл в музыкальном центре Стратмор в Вашингтоне в 2006 году. В мюзикле играют корейцы, в том числе и беженцы с Севера.

### Питание заключённых. Голод
Кан Чхольхван сообщает, что еду в Ёдоке готовили дома, но, поскольку продукты, которые семье разрешали взять с собой в лагерь, быстро заканчивались, а лагерные пайки были очень скудны (для взрослых, занятых на тяжёлых работах, — 600 граммов кукурузы в день, для остальных — 500), еды постоянно не хватало. Заключённые прибегали к различным способам получения еды: кто-то воровал кукурузу, кто-то выращивал дома крыс, кто-то выращивал еду на своих маленьких огородах, кто-то ел траву и листья. Кан Чхольхван вспоминает, как он ловил крыс, которые служили основным источником мяса для семьи. Иногда заключённые ели змей.
Питания хронически не хватало, часты были случаи болезней, связанных с нехваткой витаминов, и смертей от голода.

### Похороны заключённых
В случае смерти заключённого охранники приказывают другим заключённым похоронить мертвеца в горах на территории лагеря. Казнённых заключённых хоронили непосредственно на месте казни.

### Виды работ и вознаграждения
По сообщению Кан Чхольхвана, в лагере существуют известняковый карьер, каменоломня и золотой рудник, где работают заключённые. На последнем работали около 800 мужчин, там часто случались несчастные случаи, поэтому заключённые любой ценой стремились избежать посылки на рудник. Незамужние женщины и старики освобождены от работ.
В лагере также есть ликёроводочные заводы. Здесь условия легче, чем в остальном лагере: труд на заводе был не таким тяжёлым, а кроме того, можно было украсть некоторое количество алкоголя. Завод изготовлял три вида крепких спиртных напитков. Два из них — из зёрен и желудей — предназначались для экспорта, а третий — из змей — для надзирателей лагеря. Такой напиток заключённые назвали «ёдокской водкой» (кор. 요덕 술, ёдок суль).
Другой бывший заключённый Ёдока — Ан Хёк (кор. 안혁) — сообщает о том, что в лагере также существуют работы на лесоповале для последующего экспорта дерева в Японию.
Все работы происходили внутри лагеря.
В Ёдоке практикуется «бригадная система» — заключённые подразделяются на бригады, а результат работы каждого заключённого засчитывался по результатам работы бригады. В результате заключённые сами подталкивают друг друга к работе. По свидетельству Ли Ёнгука, в лагере есть три праздничных дня — 1 января (Новый год), 16 февраля (день рождения Ким Чен Ира) и 15 апреля (день рождения Ким Ир Сена).

### Идеология в зоне революционизации

#### Школа в Ёдоке
Дети в Ёдоке посещают школу, однако это нельзя назвать образованием в полном смысле этого слова, так как обучение, за редким исключением, сводится к идеологической обработке (изучение жизни и выступлений Ким Ир Сена и Ким Чен Ира) и издевательстве учителей над детьми. Кан Чхольхван отмечает следующие случаи:
1. Учителя заставляли детей убирать контейнеры с фекалиями.
2. Учителя заставляли детей изображать собак («встань на четвереньки и скажи — я собака»!)[47].
3. Учителя заставляли детей раскапывать ямы и затем закапывать их.
4. Учителя избивали детей, иногда до смерти.
5. Однажды несколько детей погибли из-за несчастного случая на руднике. Учитель заставил остальных выкапывать тела, а затем — продолжать работу[48].
6. Однажды учитель после избиений сбросил друга Кан Чхольхвана в контейнер с фекалиями. Мальчик умер через несколько дней. Когда его мать пришла к учителю-убийце, тот «спокойно ответил ей, что мальчик говорил антиправительственные вещи и что он заслужил своё наказание. А затем он вытолкал маму на улицу!»[49]

В то же время Кан Чхольхван сообщает, что один из учителей — Ким Киун (кор. 김기운) обращался с детьми по-другому: называл их по именам, не бил, говорил спокойным голосом. При первой встрече он угостил Кан Чхольхвана конфетой. Когда Ким Киун начал свой первый урок в школе, он представился, пообещал помогать тем, кому будет сложно, и спросил, нет ли вопросов. Школьники, непривычные к такому обращению, промолчали от удивления. Кан Чхольхван говорит, что из всех тех представителей лагерной администрации, с которыми он встречался, Ким Киун был единственным, кто вёл себя по-человечески.

#### Собрания критики и самокритики
В лагере регулярно проводились «собрания критики и самокритики». Охранники собирали заключённых, после чего некоторые из них должны были выступить с самокритикой. Кан Чхольхван приводит такое выступление в качестве примера:

На знаменитой конференции 28 марта 1948 года наш Великий Вождь установил, что наша молодёжь всегда должна быть самой энергичной на свете: и в работе, и в учёбе. Но вместо того, чтобы обратить внимание на эти мудрые мысли старшего товарища Ким Ир Сена, я дважды опоздал на перекличку. Я, и только я, отвечаю за это опоздание, которое показывает моё пренебрежение к лучезарным мыслям Великого Вождя. С сегодняшнего дня я буду вставать на полчаса раньше и приведу себя в соответствие с его указаниями. Обновившись, я стану верным сыном революции Ким Ир Сена и Ким Чен Ира.

Если начальнику казалось, что заключённый выступил удовлетворительно, то он мог переходить к следующей фазе — подвергнуть критике другого заключённого. В случае, если критикуемый не признавал своей вины, к критике присоединялся другой заключённый, затем — третий, и так далее. Кан Чхольхван отмечает, что защищаться не имело смысла, так как такое собрание продолжалось до признания своей вины заключёнными. По наблюдениям Андрея Ланькова, подобные собрания проходили и на воле.

#### Идеологические кампании
Кан Чхольхван сообщает, что раз в несколько месяцев начальство Ёдока организовывало кампании под лозунгом «Заработаем долларов для Ким Ир Сена!», в ходе которых заключённые должны были заготавливать экзотическую древесину твёрдых пород, собирать дикий женьшень и так далее. Произведённые в ходе кампании товары предназначались для продажи на внешнем рынке.
Подобные кампании проводились и на воле и были вызваны финансовыми проблемами, которые испытывала и испытывает КНДР.

### Наказания
В Ёдоке официально существуют следующие виды наказаний:
1. Дополнительные работы.
2. Помещение в карцер с увеличением срока заключения на 5 лет.
3. Перевод на штрафной лагпункт Ёнпхён с увеличением срока заключения до пожизненного.
4. Смертная казнь (расстрел или повешение).

#### Карцер
В карцере заключённые стоят на коленях, им не разрешается говорить. Если они хотят в туалет, они должны поднять левую руку, если им плохо, они должны поднять правую руку. Никаких других жестов не позволяется. Кан Чхольхван считает исключительным случай, когда человек выдержал три месяца пребывания в карцере и остался живым.

#### Смертная казнь
Смертная казнь — расстрел или повешение — обычно применяется за попытку побега или покушение на охранника
. Однако по меньшей мере один раз, по свидетельству Кан Чхольхвана, человек был расстрелян за кражу еды — 650 грамм кукурузы.
Перед казнью начальник лагеря оглашал смертный приговор. Затем он говорил: «Партия хотела простить этого преступника. Она дала ему шанс исправиться здесь, в Ёдоке. Он обманул доверие Партии и заслужил смерть». Заключённого привязывали к столбу, перед которым находилась заранее вырытая яма. Затем начальник расстрельной команды отдавал приказ «Готовьсь! В предателя Родины — огонь!» (кор. 사격 준비! 조국의 반역자 … 향하여 쏴!) Выстрелы разрывали верёвку, которой приговорённый был привязан к столбу, после чего его тело падало в яму. Яма и становилась его могилой. После этого начальник объявлял: «Именем народа предатель нации такой-то казнён» (кор. 민족 반역자 …를 인민 이름으로 처형했습니다.).

### Попытки протеста
Кан Чхольхван и Ли Ёнгук отмечают, что некоторые заключённые пытались выразить свой протест против порядков в лагере. Помимо вышеописанных, можно выделить следующие случаи.

#### Покушения на охранников
Согласно свидетельству Кан Чхольхвана, в лагере имел место по меньшей мере один случай покушения на охранника: увидев, что охранник плюнул в лицо его сыну, заключённый ударил его камнем по голове, от чего последний скончался на месте. Заключённый был казнён, а его семья перемещена в Ёнпхён.

#### Побег
Кан Чхольхван сообщает о нескольких случаях побега из лагеря, однако в подавляющем большинстве случаев они заканчивались неудачей. Побеги были затруднены географическим положением лагеря: он находится в хорошо охраняемой долине. Кроме того, чтобы добраться до границы, заключённому необходимо было преодолеть множество административных барьеров: так, требовалось получить несколько разрешений для выезда из провинции, что было весьма сложно даже для вольного гражданина КНДР. После того, как беглеца находили, его публично расстреливали. Кан Чхольхван вынужден был присутствовать при четырнадцати расстрелах.

#### Выкрики при расстреле
Иногда заключённые, которых вели на казнь, пытались выкрикнуть что-либо оскорбительное в адрес северокорейского режима или громко заявить о своей невиновности. Однако в этом случае их жестоко избивали перед тем, как казнить.

### Процедура освобождения из лагеря
Освобождение заключённых обычно производилось по праздникам. Заключённых собирали вместе, после чего они слушали речь начальника охраны о величии Ким Чен Ира. Затем они должны были исполнить «Песню о полководце Ким Ир Сене». После этого начальник охраны сообщал, что некоторые семьи будут отпущены из лагеря, и зачитывал список. Официальной причиной освобождения было «милостивое решение» Ким Ир Сена и Ким Чен Ира, увидевших «достаточную степень перевоспитания», которая была достигнута теми заключёнными, которых собирались выпустить на свободу. Заключённым никогда не сообщают, сколько лет они проведут в лагере. А. Н. Ланьков считает, что, «по-видимому, срок пребывания в заключении никак не лимитирован и освобождение зависит исключительно от произвола властей». Кан Чхольхван предполагает, что его семью выпустили после смерти деда.
Затем с «благодарственными речами» выступал представитель группы заключённых, которых собирались освободить:
Благодаря милости нашего Великого Вождя товарища Ким Ир Сена, мы будем освобождены, несмотря на наши преступления в прошлом. Мы от всей души благодарим Партию и сделаем всё от нас зависящее, чтобы стать достойными её решения. Кроме того, мы благодарим руководителей лагеря Ёдок, которые помогли нам понять серьёзность наших преступлений, перевоспитали нас и наши семьи, кормили и заботились о нас, полностью отображая идеи патриотизма и революционности.
После этого выступал с речью представитель тех, кто оставался в лагере:
Партия даёт нам ещё один шанс улучшить себя. От имени всех, кто остаётся здесь, я хочу принести нашу благодарность и пообещать, что мы будем работать ещё упорнее, чтобы когда-нибудь оказаться достойными освобождения.
На следующий день освобождающихся вызывали в отделение службы безопасности лагеря (кор. 보위부, Повибу), где они подписывали документ о неразглашении любой информации о Ёдоке. Через одну-две недели их вывозили из лагеря в ближайшую деревню, где бывшим заключённым оформляли необходимые документы.

### Зона абсолютного контроля
В настоящее время «зона абсолютного контроля» крайне мало изучена: единственным беженцем — бывшим заключённым этой зоны Ёдока является Ли Ёнгук.
По его свидетельству, а также по слухам, ходившим в «зоне революционизации», в «зоне абсолютного контроля» условия намного тяжелее. По словам Кан Чхольхвана, один из охранников Ёдока называл «зону революционизации» раем для заключённых «зоны абсолютного контроля».
Как и в других лагерях, в зоне абсолютного контроля заключённые осуждены на пожизненный срок. Рабочий день составляет от 16 до 18 часов. Ли Ёнгук сообщал о работах на лесоповале и кукурузных полях.
Все заключённые зоны абсолютного контроля делятся на три класса, от которых зависит размер пайка. Новички приписывались к третьему классу, в дальнейшем у них был шанс повысить свой класс путём отработки норм: так, если заключённый в течение года выполнял норму, его приписывали к первому классу.
В отличие от «зоны революционизации», в зоне абсолютного контроля полностью отсутствуют идеологические занятия, а также портреты северокорейских лидеров: заключённые считаются «неисправимыми» и, следовательно, недостойными приобщения к идеологии КНДР.
По свидетельству Ли Ёнгука, в зоне абсолютного контроля к заключённым часто применялись пытки. Так, Ли сообщает о следующем эпизоде: у одного из заключённых — Хан Сынчхоля — в кармане нашли соль. Его привязали к машине и волокли по земле 4 километра, пока с его тела не была содрана кожа и Хан не умер. После казни заключённых заставили подойти к телу и потрогать его. Один из них — Ан Сунын — стал кричать, что человека нельзя убивать так жестоко всего лишь из-за того, что у него нашли соль. Ана расстреляли на месте. Ли Ёнгук сообщает, что Ан и раньше выступал с критикой северокорейского режима: так, в лагерь его послали за то, что он назвал Ким Ир Сена и Ким Чен Ира «жестокими фашистами, хуже японских колонизаторов».
Ли Ёнгук был освобождён в 1999 году. Это произошло следующим образом: на собрании заключённым объявили, что, согласно приказу Ким Чен Ира, раз в год одного заключённого будут выпускать на волю и что в 1999 году этим человеком будет Ли Ёнгук. Поскольку Ли был освобождён первым, неизвестно, шла ли речь о реформе или же это был исключительный случай.

## Реакция ООН
Ёдок упоминается в докладе Специального докладчика по вопросу о положении в области прав человека в КНДР Витита Мунтарбхорна, представленном им на Генеральную Ассамблею ООН. Мунтарбхорн заявил следующее:

В то время, как власти на всеобщем заседании заявляют, что в стране уважают права человека, различные источники сообщают о существовании гигантских лагерей для политических заключённых и их семей, которых часто содержат там пожизненно. Среди печально знаменитых лагерей — Кэчхон, Ёдок, Хвасон, Пукчхан, Хверён и Чхонджин. Заключённые часто гибнут от голода, рабского труда, зверств и жестокости.
Оригинальный текст (англ.)While the authorities claimed at the universal periodic review session that human rights are respected in the country, different sources indicate a conglomeration of huge camps for political prisoners and their families, who are often held there in perpetuity. Kaechon, Yodok, Hwasong, Bukchang, Hoeryong, Chonjin are some of the camps of infamy. The lives of inmates are lost only too easily to hunger and slave labour, brutality and atrocity.

## Ёдок в культуре

### Мюзикл «Yoduk Story»
Мюзикл был создан северокорейским беженцем Чон Сонсаном и основан на рассказах узников лагеря, таких как Кан Чхольхван. Действие происходит в концлагере. Главная героиня мюзикла — северокорейская певица Кан Ёнхва, сосланная в концлагерь по принципу коллективной ответственности: её отца обвинили в шпионаже в пользу Южной Кореи. По свидетельству беженцев, в мюзикле достаточно адекватно передана атмосфера жизни в лагере. Премьера мюзикла состоялась в 2006 году в Сеуле. В 2010 году организаторы мюзикла сообщили о начале мирового турне.

### Фильм «Yodok Stories»
Норвежский фильм «Yodok Stories» рассказывает о Чон Сонсане и истории постановки мюзикла «Yoduk Story». Режиссёр фильма — Анджей Фидык (пол. Andrzej Fidyk). Премьера состоялась в октябре 2008 года. «Yodok Stories» получил награду Бергенского международного кинофестиваля. Официальный сайт фильма — https://web.archive.org/web/20090316030104/http://www.yodokfilm.com/.